# 아네가와 전투
아네가와 전투(일본어: 姉川の戦い)는 일본 센고쿠 시대에 벌어진 전투로, 겐키 원년 6월 28일(1570년 8월 9일)에 오미국 아자이 군 아네가와 부근에서 오다 노부나가·도쿠가와 이에야스 연합군과 아자이 나가마사·아사쿠라 요시카게 연합군 사이에 벌어진 전투이다.
《신초코키(信長公記)》등에 전투가 기술되어 있으나, 간결한 내용에 그치는 자료가 많아서 전투의 상세 내용에 대해서는 불확실한 부분이 많다.

## 배경
오와리 출신인 센고쿠 다이묘 오다 노부나가는 스루가국의 이마가와 요시모토의 공격을 격퇴하고, 사이토씨(斎藤氏)이 다스리는 미노국을 제압한 뒤, 상락을 목표로 오미로 침공하였다. 침공에 앞서 북 오미를 다스리던 아자이 나가마사에게 여동생 오이치노카타를 시집보내어 인척관계를 맺고, 아자이 가문의 원군을 얻어 공통의 적인 남 오미의 유력 다이묘 롯카쿠 요시카타 부자를 격파하고, 에이로쿠 11년(1568년) 쇼군 아시카가 요시아키를 받들어 상락하였다.

그 뒤, 노부나가의 상락 요구를 거절하며 노부나가와 대립각을 세우던 에치젠국의 아사쿠라씨(朝倉氏)에 대하여, 겐키 원년(1570년) 4월에 노부나가는 에치젠으로 침공을 개시하였다. 아자이 가문은 나가마사의 조부 아자이 스케마사 대부터 아사쿠라 가문과 주종관계·인척관계 등으로 인연이 깊었기 때문에, 나가마사는 노부나가를 배반하여 에치젠을 공격하는 오다 군의 배후를 습격하였다.
오다 군은 아사쿠라 가문과의 전투에서 우위를 점하고 있었으나, 나가마사의 배반으로 졸지에 협공을 당하게 되어 전황이 단숨에 일변하여 노부나가는 위험한 상황에 빠졌으나, 가네가사키(金ヶ崎)에 남아 아사쿠라 군의 추격을 죽음으로 막은 휘하들의 결사적인 퇴각전으로 목숨을 구했다(가네가사키 전투).

## 전투
노부나가가 가네가사키 전투의 보복을 위해 군비를 재정비하고 북 오미로 출진하자, 오다 군의 전력을 두려워한 사카타 군의 호리 히데무라(堀秀村)등이 노부나가에게 항복하였다. 아자이 가문의 본거지인 오다니성(小谷城)까지 진군한 오다 군에 맞서 아사쿠라 요시카게는 일족인 아사쿠라 가게타케(朝倉景健)를 총대장으로 삼아 병력을 파견하였다. 한편, 6월 27일에는 노부나가 측에도 맹우 도쿠가와 이에야스가 군을 이끌고 가세하였다. 다음날인 6월 28일, 아네가와 강변에서 오다·도쿠가와 연합군 28,000명과 아자이·아사쿠라 연합군 18,000명이 비와호로 흐르는 아네가와를 끼고 대치하였다.
전투는 평지전으로 도쿠가와 군 대 아사쿠라 군, 오다 군 대 아자이 군의 구도로 벌어졌다. 도쿠가와 군의 사카이 다다쓰구, 오가사와라 나가타다(小笠原長忠) 부대가 아사쿠라 군에 공격을 가한 것을 시발점으로 전투가 시작되었다. 아자이 군은 오다 군에 비해 병력에서는 열세였으나, 아자이 군의 선봉 이소노 가즈마사(磯野員昌)가 이끄는 아자이 가문의 정예부대가 오다 군 선봉 사카이 마사히사(坂井政尚) 부대를 돌파한 것을 시작으로, 파죽지세로 이케다 쓰네오키(池田恒興), 기노시타 도키치로(후의 도요토미 히데요시), 시바타 가쓰이에의 진을 차례차례 격파하여 오다 군의 13단의 진 중 11단까지 쳐부수는 맹공을 보였다. 그러나 오다 군의 후방에서 요코야마 성(横山城)의 견제를 맡고 있던 이나바 잇테쓰 등의 구원으로 오다 군은 간신히 위기를 벗어났다.
한편, 도쿠가와 군과 교전중이던 아사쿠라 군은 병력 수로는 우세하였다. 그러나, 이유는 불명이지만 아사쿠라 요시카게가 스스로 전선에 나오지 않았기 때문에 사기가 낮아, 도쿠가와 군은 고전하면서도 정면 돌파를 강행한 혼다 다다카쓰와 우회하여 아사쿠라의 배후를 친 사카키바라 야스마사가 이끈 도쿠가와 가문 하타모토 정예 부대의 활약에, 도쿠가와 이에야스가 이끄는 본대가 가세하여 아사쿠라 군을 격파하였다.
이나바 잇테쓰의 구원군을 시작으로 요코하마 성 공격에 참가하던 우지이에 보쿠젠(氏家卜全), 안도 모리나리(安藤守就) 등이 오다 군의 증원으로 가세하여, 무방비 상태인 아자이 군의 측면을 공격하자 아자이 군도 우익부터 무너져 내리기 시작하였다. 아자이·아사쿠라 연합군은 홋코쿠 방향으로 패주하는 동안 오다 군의 추격을 받아 다수의 전사자를 내는 결과가 되었다. 전투는 오전 5시에 시작되어 오후 2시까지 이어졌다고 전하며, 전사자는 아자이·아사쿠라 군 1,800명, 오다·도쿠가와 군 800명에 부상자는 그 3배 정도로 추정된다. 전장 부근의 치하라(血原, 핏빛 평원), 치가와(血川, 핏빛 강)라는 지명에서 당시의 격전 모습이 엿보인다.

## 영향
아네가와 전투에서 아자이 가문은 막대한 피해를 입어, 나가마사가 가장 신뢰했다고 전해지는 중신 엔도 나오쓰네(遠藤直経)와 나가마사의 친동생 아자이 마사유키(浅井政之)를 비롯한 아자이 가문의 핵심적 역할을 담당하던 많은 무장이 전사하였다. 아사쿠라 가문에서는 호걸로 알려진 마가라 나오타카(真柄直隆)·나오즈미(直澄) 형제 등이 전사하였다. 한편, 당초 개전 당시 고전하였던 오다 군에서는 사카이 히사쓰네(坂井尚恒) 등이 전사하였다.
아자이·아사쿠라 연합군은 이 전투에서 패배하기는 했으나 아직 이 시점에서는 여력이 남이 있어, 히에이 산의 승병대와 이시야마 혼간지의 잇코 잇키와 손을 잡고 비와 호 서쪽의 시가 군 등에서 오다 군과 격렬한 공방전이 펼쳤다(시가의 진(志賀の陣)). 이 전투에서는 오다 군의 피해도 적지 않아, 노부나가의 친동생 오다 노부하루(織田信治)와 모리 요시나리(森可成)·사카이 마사히사 등을 잃었다.
이러한 전황에 속을 끓이던 노부나가는 아자이·아사쿠라를 지원하는 히에이 산을 불태워버리는 등, 주변 세력의 정리에 착수하고, 군사력만으로 밀어부치기는 곤란하다고 판단하여 아자이 가문의 내부 분열을 부치기는 모략을 실행하였다.
그 대표적인 예가 아네가와 전투에서 가장 큰 공을 세운 이소노 가즈마사의 이반이다. 아네가와 전투의 여파로 아자이 가문의 영지는 남북으로 분단되어 버려 사와 산성(佐和山城)을 수비하던 이소노 가즈마사 등은 고립되어 물자 보급조차 여의치 않은 상황에 빠졌다. 여기에 착안한 기노시타 히데요시는 아자이 가문 내에 가즈마사가 내통하였다는 소문을 흘려, 나가마사가 가즈마사에 대해 의심을 품게 만드는 데 성공하여 나가마사는 몇 번에 걸친 가즈마사의 물자 보급 요청을 모두 거절하였다. 이에 병량이 얼마 남지 않은 가즈마사는 결국 오다 군에 항복하여 아자이 가문 멸망의 흐름은 가속화하였다.
점차 약체화 되던 아자이·아사쿠라 가문은 대국적인 전략에서 방향을 전환하여 가이의 다케다 신겐과 혼간지 겐뇨 등과 손을 잡아 노부나가 포위망을 형성하게 되었다.